# Апостол Кълвачев
Апостол Николов Кълвачев е български революционер, деец на Вътрешната македоно-одринска революционна организация.

## Биография
Апостол Кълвачев е роден в 1863 година в неврокопското село Юч дурук, тогава в Османската империя, днес Делчево, България. Присъединява се към ВМОРО. В 1903 година участва в Илинденско-Преображенското въстание и се сражава при Балдево. Заловен е от османците и в Солун е осъден от военен съд на 15 години затвор. Лежи в Солун.
На 26 февруари 1943 година, като жител на Делчево, подава молба за българска народна пенсия, която е одобрена и пенсията е отпусната от Министерския съвет на Царство България.